# Heydərabad
Heydərabad – miasto w zachodnim Azerbejdżanie, w Nachiczewańskiej Republice Autonomicznej; stolica rejonu Sədərək. Miasto nazwano na cześć Hejdar Alijewa. W 2022 roku miasto zamieszkiwało 2300 osób.